# Емцов, Пётр Кузьмич
Пётр Кузьмич Емцов (1909—1941) — стрелок 4-й роты 2-го батальона 1075-го стрелкового полка 316-й стрелковой дивизии 16-й армии Западного фронта. Герой Советского Союза (1942).

## Биография
Пётр Емцов родился 14 мая 1909 года в селе Георгиевка (ныне Локтевский район Алтайского края). Русский.
После окончания начального образования работал на Алтайской линии железной дороги и на станции «Новосибирск». В 1936 году окончил курсы счетоводов, работал в Алма-Ате.
В июле 1941 года был призван в Красную Армию.
Емцов Пётр 16 ноября 1941 года у разъезда Дубосеково Волоколамского района Московской области в составе группы истребителей танков участвовал в отражении многочисленных атак противника, было уничтожено 18 вражеских танков.
Данное сражение вошло в историю, как подвиг 28 героев-панфиловцев. Пётр Емцов погиб в этом бою.
Указом Президиума Верховного Совета СССР «О присвоении звания Героя Советского Союза начальствующему и рядовому составу Красной Армии» от 21 июля 1942 года за «образцовое выполнение боевых заданий командования на фронте борьбы с немецкими захватчиками и проявленные при этом отвагу и геройство» удостоен посмертно звания Героя Советского Союза.

## Память
- Грамота о присвоении звания Героя хранится в Музее Вооружённых Сил Российской Федерации[1].
- В июле 1986 года в городе Алма-Ата в честь него названа улица.

- «Мемориал Героям Панфиловцам» у разъезда Дубосеково.
- Имя П. К. Емцова высечено на плите мемориального комплекса «Воинам-сибирякам».
- Мемориальный комплекс «Воинам-сибирякам», Ленино-Снегирёвский военно-исторический музей.